# Torneo de Jūrmala
El Torneo de Jūrmala (oficialmente Baltic Open) es un torneo de tenis profesional femenino, celebrado en Jūrmala, Letonia. Este es un evento de nivel WTA 250 y se juega al aire libre en canchas de arcilla roja. El torneo es un reemplazo del Moscow River Cup.

 En 2021 la licencia de este torneo pasó a Alemania para convertirse en el Torneo de Hamburgo.

## Resultados

### Individual
| 2019 | Anastasija Sevastova                               | Katarzyna Kawa                                     | 3-6, 7-5, 6-4                                      |                                                    |                                                    |
| 2020 | Torneo cancelado debido a la Pandemia de COVID-19. | Torneo cancelado debido a la Pandemia de COVID-19. | Torneo cancelado debido a la Pandemia de COVID-19. | Torneo cancelado debido a la Pandemia de COVID-19. | Torneo cancelado debido a la Pandemia de COVID-19. |

### Dobles
| 2019 | Sharon Fichman Nina Stojanović                     | Jeļena Ostapenko Galina Voskoboeva                 | 2-6, 7-6(1), [10-6]                                |                                                    |                                                    |
| 2020 | Torneo cancelado debido a la Pandemia de COVID-19. | Torneo cancelado debido a la Pandemia de COVID-19. | Torneo cancelado debido a la Pandemia de COVID-19. | Torneo cancelado debido a la Pandemia de COVID-19. | Torneo cancelado debido a la Pandemia de COVID-19. |